# Chackbay
Chackbay és una població dels Estats Units a l'estat de Louisiana. Segons el cens del 2000 tenia 4.018 habitants.

## Demografia
Segons el cens del 2000, Chackbay tenia 4.018 habitants, 1.440 habitatges, i 1.140 famílies. La densitat de població era de 54,3 habitants/km².
Dels 1.440 habitatges en un 40,8% hi vivien nens de menys de 18 anys, en un 66,7% hi vivien parelles casades, en un 9,5% dones solteres, i en un 20,8% no eren unitats familiars. En el 17,8% dels habitatges hi vivien persones soles el 6% de les quals corresponia a persones de 65 anys o més que vivien soles. El nombre mitjà de persones vivint en cada habitatge era de 2,79 i el nombre mitjà de persones que vivien en cada família era de 3,16.
Per edats la població es repartia de la següent manera: un 27,5% tenia menys de 18 anys, un 9% entre 18 i 24, un 33,8% entre 25 i 44, un 20,9% de 45 a 60 i un 8,8% 65 anys o més.
L'edat mediana era de 34 anys. Per cada 100 dones de 18 o més anys hi havia 95,7 homes.
La renda mediana per habitatge era de 37.357 $ i la renda mediana per família de 41.934 $. Els homes tenien una renda mediana de 31.139 $ mentre que les dones 19.443 $. La renda per capita de la població era de 15.389 $. Entorn del 10,2% de les famílies i el 13,3% de la població estaven per davall del llindar de pobresa.

## Poblacions més properes
El següent diagrama mostra les poblacions més properes.